# 蠖尾孢虫
蠖尾孢虫（学名：Henneguya hemibagri）为尾孢科尾孢虫属的动物。在中国，分布于四川等，营寄生生活，寄生在蠖的鳃耙。